# 约安德里·埃尔南德斯
约安德里·埃尔南德斯（西班牙語：Yoandry Hernández，1980年5月25日—），古巴男子举重运动员。他曾代表古巴参加2004年和2008年夏季奥林匹克运动会举重比赛，其中2008年奥运会获得一枚铜牌。